# GSC2533-2112
GSC2533-2112 — хімічно пекулярна зоря спектрального класу A2, що має видиму зоряну величину в смузі V приблизно 12,0.